# Erzsébet Palatinus
Erzsébet Palatinus, Servisch: Ерзсебет Палатинус, (Joegoslavië) is een voormalig professioneel tafeltennisster van Hongaarse afkomst.
De Servische won een bronzen medaille op de wereldkampioenschappen tafeltennis en werd Eurppees kampioen op de gemengd dubbel in 1976.

## Belangrijkste resultaten
- WK
  -  Brons in het vrouwen dubbelspel in 1979 in Pyongyang met Gordana Perkučin.
- EK
  -  Goud in het gemengd dubbelspel in 1976 in Praag met Anton Stipančić.
  -  Brons in het gemengd dubbelspel in 1980 in Bern met Anton Stipančić.
- Top-12
  -  Brons in 1976
  -  Brons in 1979